# Chama (Nowy Meksyk)
Chama – wieś w Stanach Zjednoczonych, w stanie Nowy Meksyk, w hrabstwie Rio Arriba.